# Frederick R. Payne Jr.

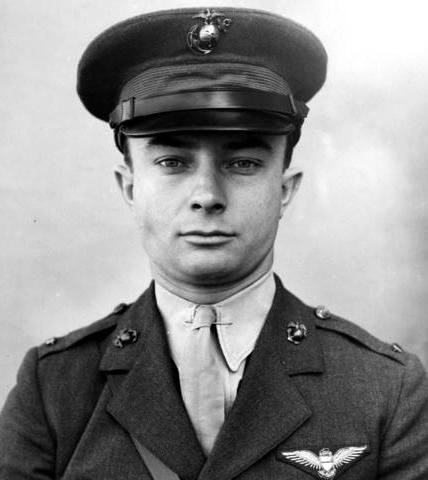
Frederick R. Payne Jr. (ca. 1957)

Frederick „Fritz“ Rounsville Payne Junior (* 31. Juli 1911 in Elmira, New York; † 6. August 2015 in Rancho Mirage, Kalifornien) war ein US-amerikanischer Brigadegeneral des US Marine Corps und zum Zeitpunkt seines Todes das älteste der sogenannten Fliegerasse des Zweiten Weltkrieges. Für seine militärischen Verdienste im Zweiten Weltkrieg wurden ihm 1942 das Navy Cross und das Distinguished Flying Cross verliehen. Für seine Verdienste während des Koreakrieges wurde er darüber hinaus 1952 mit dem Legion of Merit ausgezeichnet. 2015 wurde ihm die Congressional Gold Medal verliehen.

## Leben

### Marineflieger und Zweiter Weltkrieg
Payne, dessen Vater als Offizier der US Navy am Spanisch-Amerikanischen Krieg 1898 teilgenommen hatte, begann nach dem Besuch der Culver Military Academy in Indiana 1932 seine Ausbildung an der US Naval Academy in Annapolis, die er 1934 abschloss. Nach einem darauf folgenden Studium an der University of Arizona trat er 1935 in das US Marine Corps ein.
Einen Tag nach dem Angriff der Kaiserlich Japanischen Marineluftstreitkräfte auf Pearl Harbor am 7. Dezember 1941 stach Paynes Marinefliegereinheit auf dem Flugzeugträger Saratoga in See, um an der Schlacht um Guam teilzunehmen. Innerhalb eines Jahres flog er in die Eliteränge der US-amerikanischen Fliegerasse (American Aces), eine Gruppe von Kampfpiloten, die mindestens fünf feindliche Flugzeuge abgeschossen haben.
Seine Hauptverdienste lagen bei der Schlacht um Guadalcanal, als die Insel Guadalcanal sowie die Salomon-Inseln während des Pazifikkrieges unter Dauerbeschuss lagen, so dass die dort stationierten Bodentruppe der US-Streitkräfte bei den daneben stattfindenden Dschungelkämpfen erheblich geschwächt wurden. Major Payne flog während dieser Zeit zahlreiche Einsätze als Pilot des Marine Fighting Squadron 212 (VMF-212). Dieses gehörte zur Marine Air Group 23 (MAG-23) des 1st Marine Aircraft Wing. Er schoss bei zwanzig Einsätzen im Zeitraum vom 13. bis 15. September 1942 insgesamt sechs feindliche japanische Flugzeuge ab. Offiziell wurden ihm 5,5 Abschüsse zugeschrieben, da an einem Abschuss ein anderer Pilot der US-Marineflieger beteiligt war. In der Folgezeit nahm er an weiteren Einsätzen teil, um den Luftraum über den Inseln zu kontrollieren. Aufgrund einer Malariaerkrankung erlitt er bei einem Einsatz einen Schwächeanfall und konnte im letzten Moment durch eine Notlandung seinen Absturz verhindern.
Wegen der heldenhaften und außergewöhnlichen Leistungen während seiner Einsätze wurde ihm 1942 zunächst das Distinguished Flying Cross verliehen. Neben der Schlacht von Guadalcanal nahm Payne auch an Einsätzen bei Gefechten um Kwajalein und Hollandia teil und wurde 1943 zum Oberstleutnant befördert. Am 20. November 1943 wurde ihm schließlich das Navy Cross verliehen, die höchste Auszeichnung, die vom Department of the Navy vergeben wird.

### Koreakrieg, Brigadegeneral und Tätigkeit in der Privatwirtschaft
Während des Koreakrieges war Payne vom 29. Februar 1952 bis zum 20. März 1952 zunächst stellvertretender Kommandeur (Executive Officer) sowie anschließend vom 21. März bis zum 18. Mai 1952 Kommandeur (Commanding Officer) einer Marinefliegerüberwachungsgruppe (Marine Air Control Group), ehe er anschließend zwischen dem 19. Mai und dem 29. September 1952 Verwendung als Verbindungsoffizier der 1st Marine Aircraft Wing zur 5. Luftflotte (Fifth Air Force) der Pacific Air Forces fand. Für seine Verdienste während des Koreakrieges wurde ihm der Legion of Merit verliehen. 1958 schied er als Brigadegeneral aus dem aktiven Militärdienst des US Marine Corps aus.
Payne begann daraufhin eine Tätigkeit bei dem Elektrizitätsversorgungsunternehmen Southern California Edison, für das er eine Hubschrauberabteilung zum Bau und zur Überwachung der von diesem Unternehmen betriebenen Hochspannungsleitungen aufstellte. Darüber hinaus war er am Bau des Kernkraftwerks San Onofre beteiligt, das 1968 in Betrieb genommen wurde. 1976 ging er in den Ruhestand.
Im Mai 2015 wurden die 1.442 lebenden und verstorbenen Fliegerasse in Washington, D.C. mit der Goldenen Ehrenmedaille des Kongresses (Congressional Gold Medal) geehrt, die neben der gleichrangigen Presidential Medal of Freedom eine der beiden höchsten zivilen Auszeichnungen der Vereinigten Staaten ist und gemeinsam von beiden Häusern des Kongresses der Vereinigten Staaten, dem Senat und dem Repräsentantenhaus, verliehen wird. Payne war es allerdings wie den meisten der 71 lebenden Piloten aufgrund seines Gesundheitszustandes nicht möglich an dieser Zeremonie teilzunehmen. Stattdessen wurde ihm diese Auszeichnung am 25. Mai 2015 im Rahmen der Feiern zum Memorial Day im Palm Springs Air Museum überreicht.
Payne starb drei Monate später am 6. August 2015 eine Woche nach seinem Geburtstag im Alter von 104 Jahren an Altersschwäche und war damit nach Angaben der in Seattle ansässigen American Fighter Aces Association das älteste lebende Fliegerass des Zweiten Weltkrieges. Aus seiner Ehe mit seiner 2011 verstorbenen Ehefrau Dorothy Payne gingen die Söhne Robert Payne und Dewitt Payne sowie die Tochter Elizabeth Ann Payne hervor.